# Gemeindeverwaltungsverband Markdorf
Der Gemeindeverwaltungsverband Markdorf ist ein freiwilliger Zusammenschluss der Stadt Markdorf und der Gemeinden Bermatingen, Deggenhausertal und Oberteuringen im baden-württembergischen Bodenseekreis in Deutschland.
Der Gemeindeverwaltungsverband ist eine Körperschaft des öffentlichen Rechts. Die vier Mitglieder behalten jedoch ihre rechtliche Selbstständigkeit. Sie haben dem Verband zur Einsparung von Verwaltungskosten gewisse Aufgaben wie als Untere Baurechtsbehörde und untere Denkmalschutzbehörde zum Beispiel das Bau-, das Gaststätten- oder das Gewerberecht sowie die Durchführung von Wochenmärkten übertragen.
Die Geschäftsstelle des Gemeindeverwaltungsverbands befindet sich im Markdorfer Rathaus.

## Mitglieder
| Stadt/Gemeinde                 | Markdorf             | Bermatingen      | Deggenhausertal     | Oberteuringen         |
| Wappen                         |                      |                  |                     |                       |
| Einwohner (31. Dezember 2023)  | 14.342               | 4201             | 4410                | 5014                  |
| Fläche (km²)                   | 40,92                | 15,45            | 62,18               | 20,06                 |
| Bevölkerungsdichte (Einw./km²) | 350                  | 272              | 71                  | 250                   |
| Vorwahl                        | 0 75 44              | 0 75 44          | 0 75 55             | 0 75 46               |
| Gemeindeschlüssel              | 08 4 35 034          | 08 4 35 005      | 08 4 35 067         | 08 4 35 045           |
| PLZ                            | 88677                | 88697            | 88693               | 88094                 |
| Anschrift                      | Rathausplatz 1       | Salemer Straße 1 | Badener Straße 1    | St. Martin-Platz 9    |
| Bürgermeister                  | Georg Riedmann (CDU) | Martin Rupp      | Fabian Meschenmoser | Karl-Heinz Beck (CDU) |
| Internetauftritt               | Markdorf             | Bermatingen      | Deggenhausertal     | Oberteuringen         |